# Arbeidermesterskapet
L'Arbeidermesterskapet fu una competizione calcistica organizzata in Norvegia. Nel 1924, infatti, il movimento laburista norvegese fondò l'Arbeidernes Idrettsforbund (in italiano, associazione sportiva laburista) e si separò dalla Norges Landsforbund for Idrett (associazione sportiva nazionale norvegese), di cui faceva parte la Norges Fotballforbund. Questi due organi restarono così separati fino allo scoppio della seconda guerra mondiale, quando la Norges Idrettsforbund unì le due federazioni.
L'Arbeidermesterskapet si affiancò così al Norgesmesterskapet dal 1924 al 1939, con 16 edizioni della coppa che furono organizzate in questo periodo. Lo Sprint fu la squadra ad aggiudicarsi il trofeo per il maggior numero di volte, 6.

## Albo d'oro

### Vittorie per club
| Squadra          | Vittorie | Secondi posti | Anni vittorie                      |
| ---------------- | -------- | ------------- | ---------------------------------- |
| Sprint           | 6        | 1             | 1928, 1929, 1930, 1931, 1932, 1934 |
| Sparta Sarpsborg | 3        | 3             | 1936, 1937, 1938                   |
| Birkebeineren    | 2        | -             | 1935, 1939                         |
| Roy              | 1        | -             | 1924                               |
| Slemmestad       | 1        | 2             | 1925                               |
| Varden           | 1        | -             | 1926                               |
| Hetland          | 1        | -             | 1927                               |
| Sterling         | 1        | 1             | 1933                               |
| Ørn Trondheim    | -        | 2             | -                                  |
| Skiens AIL       | -        | 1             | -                                  |
| Spartacus        | -        | 1             | -                                  |
| Trygg Stavanger  | -        | 1             | -                                  |
| Jordal           | -        | 1             | -                                  |
| Sagene           | -        | 1             | -                                  |
| Jeløy            | -        | 1             | -                                  |
| Rapid            | -        | 1             | -                                  |